# Libéral Bruant
Libéral Bruand o frecuentemente escrito Bruant (París, ca. 1636 - París, 22 de noviembre de 1697), fue un arquitecto francés de gran prestigio en la corte, uno de los principales representantes del «clasicismo francés». Entre los numerosos edificios que proyectó en París destaca el hospital de Los Inválidos (ca. 1670-1677), cuya cúpula sería añadida con posterioridad. 
En 1660 fue escogido para rehabilitar el viejo arsenal de Luis XIII (Salpêtrière), que se convertiría en el Hospital de la Pitié-Salpêtrière.

## Biografía

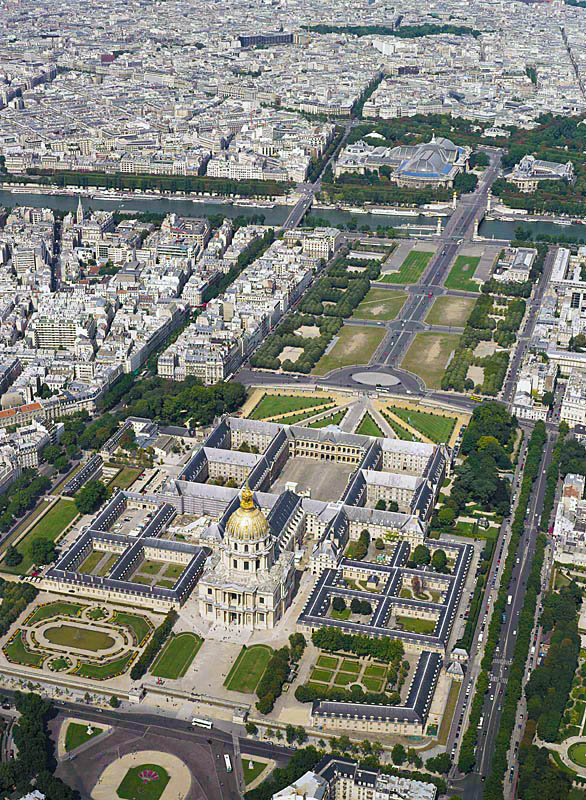
Vista aérea del hôtel des Invalides

Descendiente de una larga línea de arquitectos (siglos XVI-XVIII), era hijo de Sébastien Bruant (1602 - París, 31 de mayo de 1670), arquitecto y maestro general de carpintería del rey y de Barbe Biard (? - París 16 de enero de, 1667). Era hermano menor de Jacques Bruant, que construyó en especial (en 1655) el pabellón de entrada de la casa común de la corporación de los Pañeros (una de las principales corporaciones de París), cuya fachada, desmontada, está ahora en el Musée Carnavalet). El pabellón de los Pañeros se encontraba en el 11 rue des Déchargeurs (calle de los Descargadores) en la ubicación de la Crèmerie de París, cuyas bodegas todavía existen y son utilizadas para exposiciones. Siendo niño el rey Luis XIV con frecuencia se encontraba junto al pabellón ya que jugó en el 9 rue des Déchargeurs, en el jardín y el patio del Hôtel de Villeroy, ya que pertenecía a su educador Nicolas V de Villeroy.
Alumno del arquitecto François Blondel, se convirtió en arquitecto del rey en 1663 y luego heredó el cargo de su padre y se convirtió en 1670 en maestro general de las obras de carpintería del reino (maître général des œuvres de charpenterie du royaume). En este puesto, dirigió principalmente trabajos públicos de construcción en París, al igual que en Versalles, entonces una ciudad en plena transformación inmobiliaria y arquitectónica (distrito del Marais en particular). Aparece en los libros de cuentas de los edificios del reinado de Luis XIV, de 1671 a 1680, por 1600 libros al año y también recibiendo 500 libras como arquitecto del rey. Junto a Colbert, Liberal Bruant, ejerció de 1669 a 1695, el cargo de «ingeniero de los Puentes y Calzadas de Francia» (ingénieur des Ponts et Chaussées de France), por las generalidades de París, Soissons y Amiens.
Maestro de obra de la Basílica Notre-Dame-des- Victorias, se unió al duque de York, primer primo de Luis XIV y futuro Jacobo II de Inglaterra de Inglaterra, para quien concibió en 1662 los planos del castillo de Richmond en Inglaterra.
En 1663 Bruant esposó a Catherine Noblet, hija de Michel Noblet, maestro de obras y conservador de las fuentes públicas de París, y de Catherine Villedo, tercera hija de Michel Villedo, cantero originario de la Creuse que se convirtió en asesor y arquitecto de los edificios del rey Luis XIV. La pareja tuvo dos hijos, Michel-Libéral, el mayor (nacido el 7 de noviembre de 1653), y Francois, el más joven (nacido el 22 de julio de 1679 y fallecido en 1732, que será admitido en 1706 en la Academia de Arquitectura de la cual será uno de los profesores).
En 1666 reconstruyó el Hôtel Vendôme (hoy destruido), y completó la transformación del Hôtel d'Aumont (rue de Jouy) para los duques de Aumont (cuya construcción había sido asegurada por Michel Villedo).

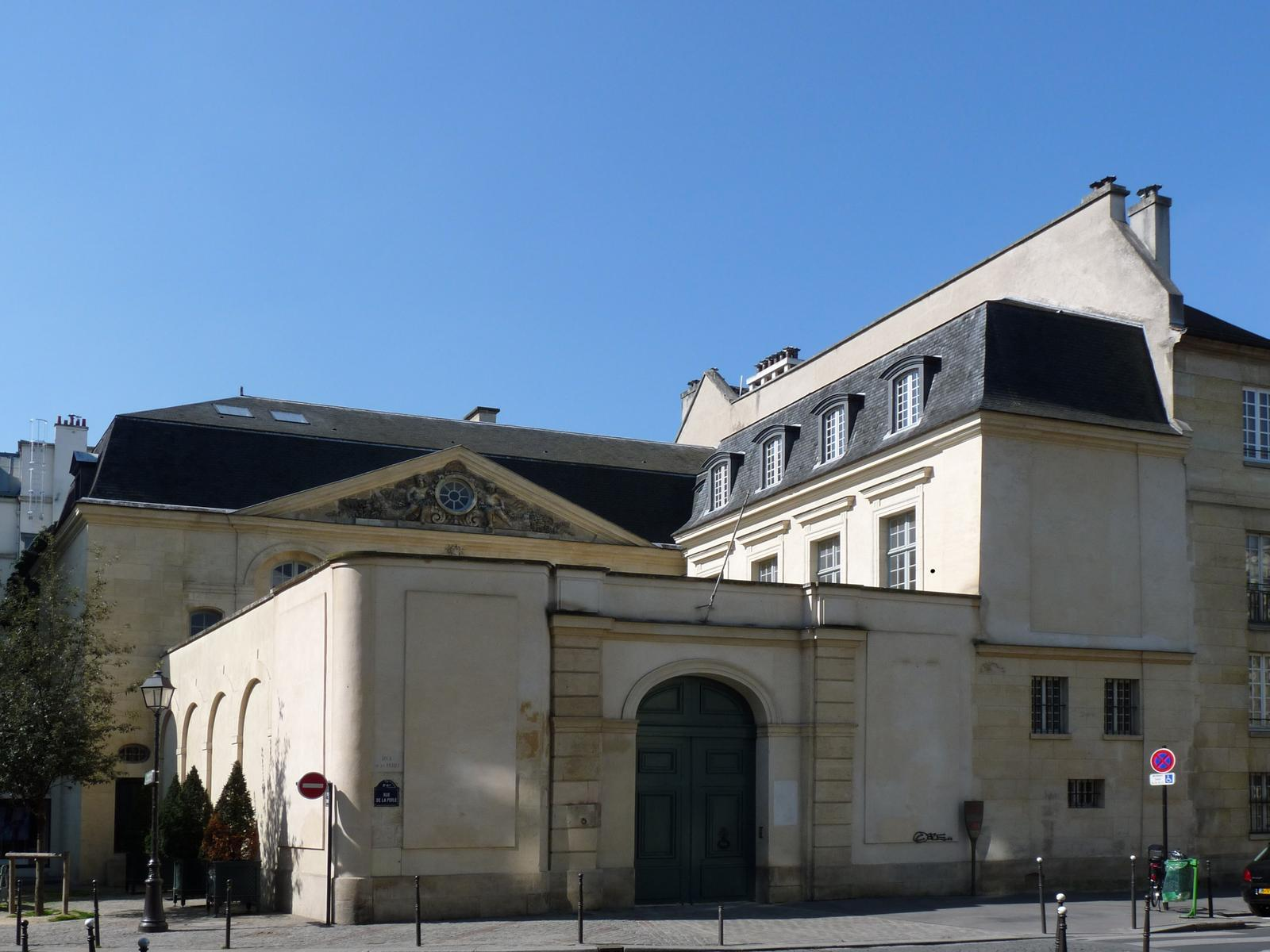
Hôtel Libéral Bruant

Al igual que muchos arquitectos de este período de intensas transformaciones urbanas, Libéral Bruant ejerció tanto la actividad de arquitecto como un rol de emprendedor dedicado a las operaciones de promoción inmobiliaria durante la renovación de un barrio. El 11 de marzo de 1666 adquirió con su suegro Michel Noblet un terreno cerrado por un muro situado en la esquina de la rue des Minimes y de la rue Neuve Saint-Louis (hoy en el 34 rue de Turenne). Bruant y Noblet decidieron erigir en ese terreno dos casas adosadas entre sí donde residirían. Las obras duraron del 22 de marzo de 1666 al 2 de julio de 1667. En la casa ubicada en la rue Neuve Saint-Louis residirá Bruant (su suegro ocupó la casa de la esquina de la rue des Minimes) y permanecerá allí incluso después de la construcción del hotel vecino, llamado Hotel Liberal Bruant, clasificado monumento histórico en 1964 y lo continuará acondicionando (con la de instalación en 1690 de un balcón hoy desaparecido).

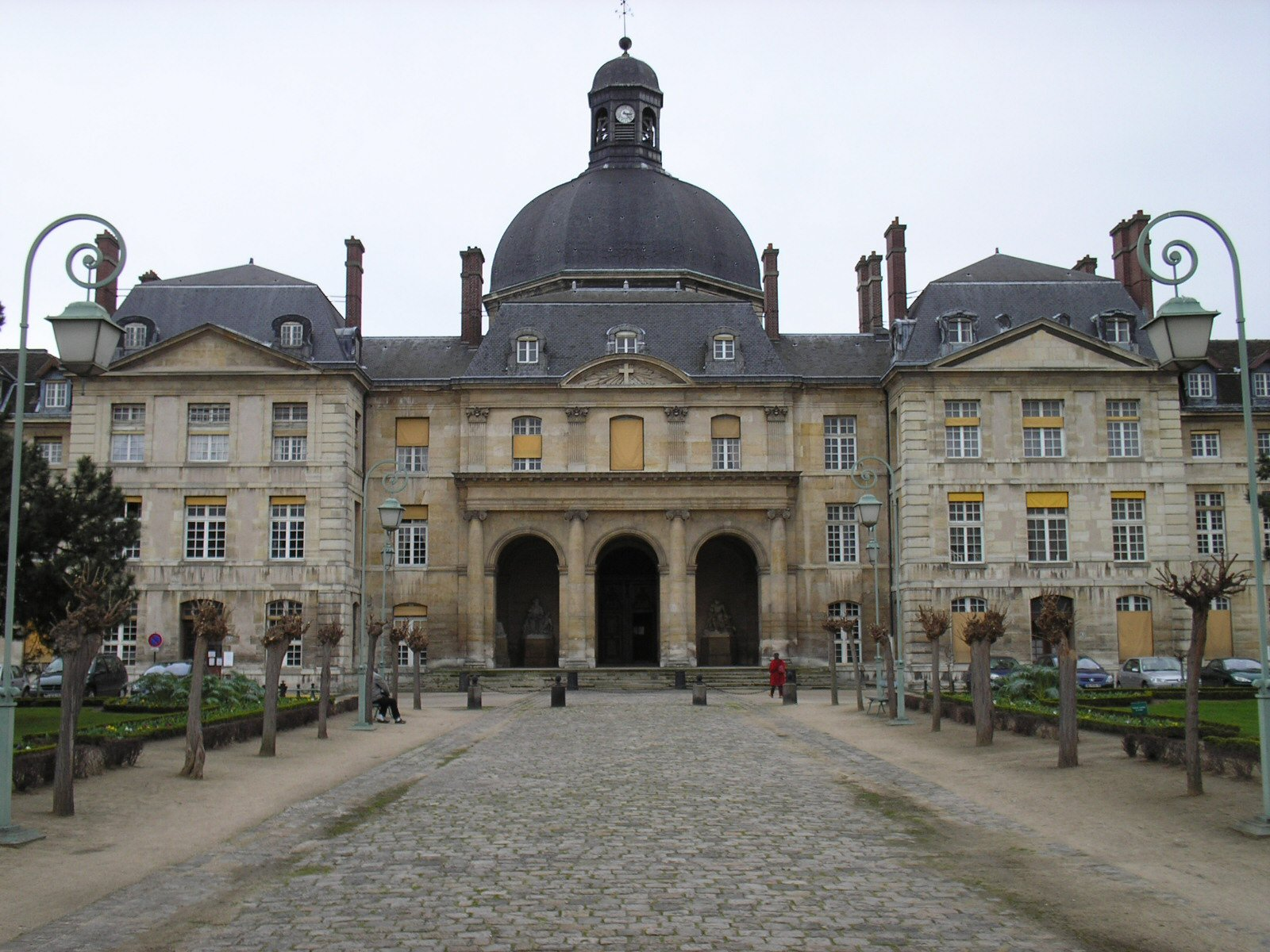
Capilla de la Salpêtrière

En 1669 redactó los planes y dibujos y luego dirigió (en colaboración con Louis Le Vau) los trabajos del hospital de los mendicantes de la Salpêtrière  donde edificó la capilla. Reanudó la construcción de la iglesia de los Petits-Pères después de la muerte de Le Muet (esta iglesia fue completada por Carlaud).
Seleccionado por Luis XIV entre ocho proyectos, diseñó los planos y dirigió en una vasta extensión de diez hectáreas las obras del hôtel des Invalides  de 1670 a 1676. La primera piedra fue colocada el 30 de noviembre de 1671. El plano en rejilla evoca el palacio del monasterio del Escorial en España, mientras que los vastos patios con arcadas están diseñados para permitir los ejercicios de los soldados. El mismo año, Bruant estableció los primeros planos de la place Vendôme y comenzó las obras (pero estas serán retomadas en 1685 por Mansart, que las modificará profundamente). Desde 1676 hasta 1680, dirigió con Pierre-Nicolas Delespine, el proyecto de transformación del Grand-Châtelet donde Luis XIV decidió reagrupar los tribunales de justicia. Bruant construyó en el 11 rue Saint-Dominique el antiguo Hotel Matignon (distinto de la actual residencia del primer ministro, rue de Varenne).
Se unió a la Académie royale d'architecture, de la que fue uno de los ocho miembros fundadores en 1671 con François Blondel, primer director de la Academia, François Le Vau, Daniel Gittard, Antoine Lepautre, Pierre Mignard y François II d'Orbay, Claude Perrault después en 1678 Jules Hardouin-Mansart. A partir de ese momento ya no recibe importantes encargos públicos, y se dedicó a la realización de villas aristocráticas y hôtels particuliers en París y Versailles.
Construyó de nuevo su residencia, entre 1683 y 1685, no lejos de la rue de Turenne, que se convertirá en el hôtel Libéral Bruant, ubicado en el 1 rue de La Perle, cerca de plaza de Thorigny. Esta realización era parte de una operación más amplia de la reestructuración inmobiliaria que cubría la zona del 1 al 11 rue de la Perle, una operación realizada con su hermano Louis y un notario.
En 1694 todavía se le debe la reconstrucción de la iglesia parroquial de St Denys en Vaucresson, cerca de París, en colaboración con el cantero Geoffroy Maillard (la iglesia será  demolida y reconstruida en 1770).
Fue profesor de Jules Hardouin-Mansart que fue elegido por François Michel Le Tellier de Louvois  (que veía en Bruant un protegido de su rival Jean-Baptiste Colbert)) para completar el trabajo de la iglesia y de la cúpula de los Inválidos.
Fue autor de un libro: Visite des ponts de Seine, Yonne, Armançon et autres, faîte en 1684 par le sieur Bruant, avec les plans dessinés par Pierre Bruant son neveu [Visita de los puentes del Sena, Yonne, Armançon y otros, hecha en 1684 por el sieur Bruant, con los planes dibujados por Pierre Bruant su sobrino].
Su certificado de defunción menciona sus títulos «d'escuyer, conseiller, secrétaire du roi, et architecte ordinaire des bâtiments de Sa Majesté».
Liberal Bruant, tanto por el conjunto de su obra como por sus intervenciones en la Real Academia de Arquitectura, fue uno de los principales arquitectos del reinado de Luis XIV, apreciado al igual por la Corte por su maestría técnica como lo demuestran sus numerosos encargos públicos, como por aristócratas y burgueses acomodados que en París y Versalles lo llamaron para levantar sus residencias. También es un ejemplo típico de la doble actividad del arquitecto-empresario y promotor inmobiliario en una época de grandes transformaciones urbanas. Ayudará a crear la tipología de la «maison de maître» dotándola de numerosas innovaciones técnicas y distributivas características de los hôtels particuliers del siglo XVII. Finalmente, con sus pares fundadores de la Academia, fue uno de los principales representantes del clasicismo francés, a través de una arquitectura despojada, que apunta a la sobriedad del ornamento y a la comodidad en una armonía matemática.

## Principales realizaciones

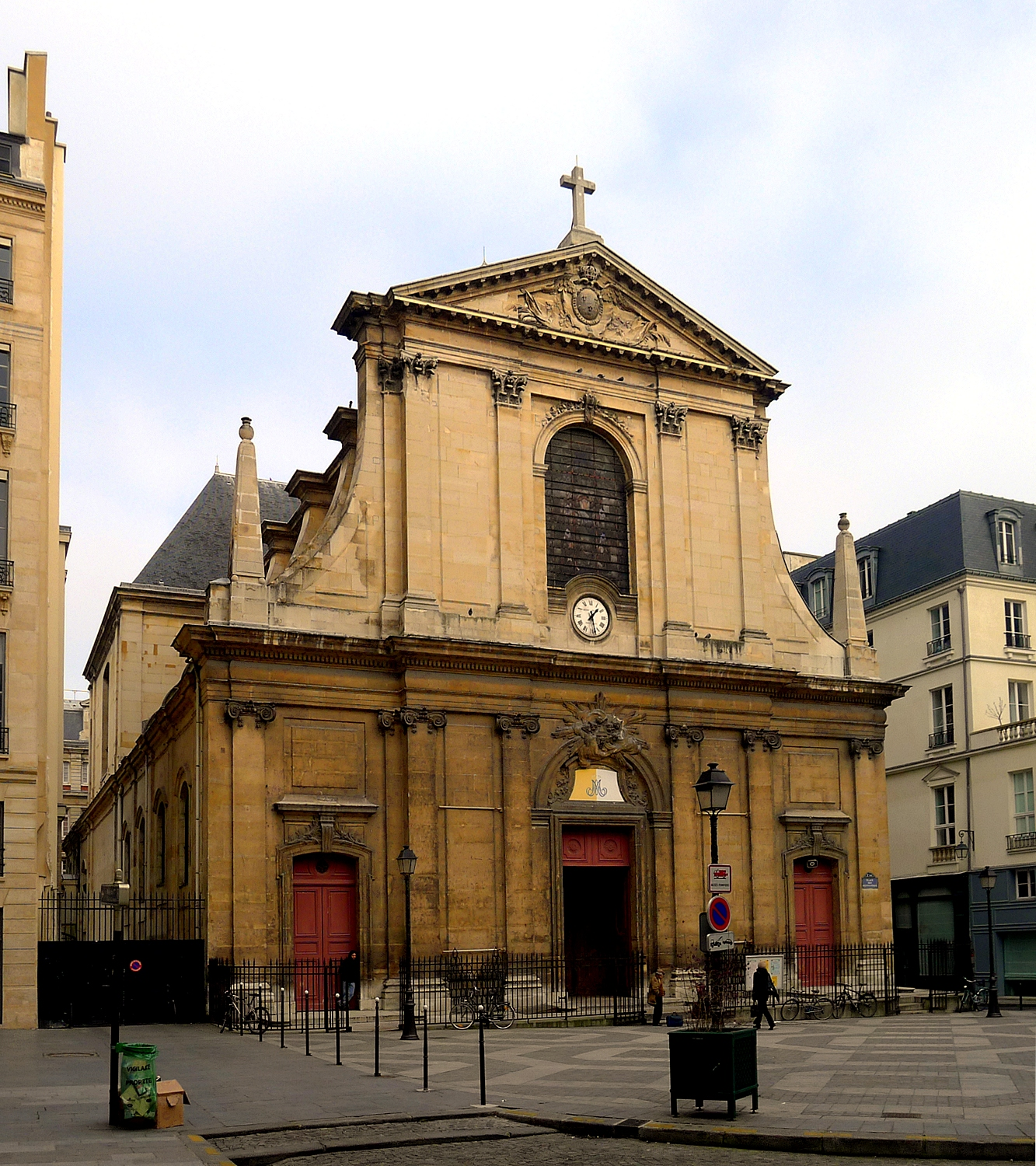
Fachada de la basílica de Notre-Dame-des-Victoires

- Hôpital de la Salpêtrière, en París;
- Château de Richmond, en Inglaterra, para el duque de York;
- Hôtel des Invalides, en París (cuya iglesia fue concebida por Jules Hardouin-Mansart);
- Hôtel Libéral Bruant, en París ;
- Basílica de Notre-Dame-des-Victoires, en París.

## Familia
- Sébastien Bruant (o Bruand) (1602 – París, 3 de mayo de 1670, maestro general de los edificios del rey, puentes y calzadas de Francia, casado con Barbe Biard (25 de diciembre de 1599 – París 16 de enero de 1667), hija de Pierre Biard l'Aîné, superindente de los edificios del rey, y hermana de Pierre II Biard. Michel Villedo a menudo trabaja con él en las obras de carpintería;

- Jacques Bruand (1620 – 7 de septiembre de 1664), arquitecto de Gaston, duque de Orléans arquitecto del Rey, casado hacia 1650 con Marie Dublet con la que tuvo nueve hijos. Estaba relacionado con el financiero Everhard Jabach que era el padrino de uno de sus hijos y para quien hizo un proyecto de casa. Hizo el portal de la Casa de los Pañeros que se ha desmontado y trasladado al Museo Carnavalet;

- Jacques II Bruand (22 de octubre de 1663 – 1752), arquitecto. Michel Gallet, en Les architectes parisiens du XVIIIe siècle, escribe, página 100, que es difícil distinguir lo que es autoría de Jacques II o de sus primos, Michel-Libéral y François. También se le llama Jacques-Libéral Bruand porque era el ahijado de Libéral Bruand. Estuvo en la Académie de France à Rome en 1683 donde su director, Charles Errard, se quejó de él a Jean-Baptiste Colbert que le pidió que lo reenviara de la academia;

- Libéral Bruand (París, ca. 1636 – París, 22 de noviembre de 1697), casado hacia 1661 con Catherine Noblet, hija de Michel Noblet, maestro de obras de la ciudad de París y conservador de las fuentes de la ciudad, con la que tuvo diez niños:

- Michel-Libéral Bruand (7 de noviembre de 1663 – ?) , arquitecto, cuyo padrino era Michel Villedo.
- François Bruand (París, 22 de julio de 1679 –1732), arquitecto, miembro de la Académie royale d'architecture en 1699, se casó en 1705, arquitecto de primera clase en 1706, profesor en 1728, renunció en 1730. Puede ser el Bruand que construyó el hotel de Belle-Isle para el mariscal de Belle-Isle, en 1721.